# 伯頓斯維爾 (馬里蘭州)
伯頓斯維爾（英語：Burtonsville）是位於美國馬里蘭州蒙哥馬利縣的一個普查規定居民點。

## 人口
根據2020年美國人口普查的數據，伯頓斯維爾的面積為21.27平方千米，當中陸地面積為20.30平方千米，而水域面積為0.97平方千米。當地共有人口9498人，而人口密度為每平方千米446.54人。